# Benvenuto Cellini (film 1910)
Benvenuto Cellini è un cortometraggio muto del 1910 diretto da Étienne Arnaud e Louis Feuillade.

## Produzione
Il film fu prodotto dalla Société des Etablissements L. Gaumont.

## Distribuzione
Distribuito dalla Société des Etablissements L. Gaumont, uscì nelle sale cinematografiche francesi nell'agosto 1910.